# Klangdys
Der Klangdys ist eine megalithische Grabanlage der jungsteinzeitlichen Nordgruppe der Trichterbecherkultur im Kirchspiel Krogstrup in der dänischen Kommune Frederikssund.

## Lage
Das Grab liegt am Südostrand von Krogstrup im Zwickel der Straßen Kyndbyvej und Krogstrupvej. Etwa 650 m nordwestlich befindet sich das Großsteingrab Kong Dyves Sten. In der näheren Umgebung gibt bzw. gab es zahlreiche weitere megalithische Grabanlagen.

## Forschungsgeschichte
In den Jahren 1873 und 1942 führten Mitarbeiter des Dänischen Nationalmuseums Dokumentationen der Fundstelle durch. Eine weitere Dokumentation erfolgte 1989 durch Mitarbeiter der Forst- und Naturbehörde.

## Beschreibung

### Architektur
Die Anlage besitzt eine runde Hügelschüttung, deren ursprünglicher Durchmesser nicht zu ermitteln ist. Der Hügel wird von einem (modernen?) 8–10 m durchmessenden Kranz aus Rollsteinen umschlossen. Die Grabkammer ist als Ganggrab anzusprechen. Sie ist nordost-südwestlich orientiert und besitzt einen trapezförmigen Grundriss. Sie hat eine Länge von etwa 3,9 m und eine Breite von etwa 1,8 m. Die Kammer besteht aus neun Wandsteinen. Von den Decksteinen ist nur einer erhalten. In den Zwischenräumen der Wandsteine wurde Trockenmauerwerk nachgewiesen. In der Mitte der südöstlichen Langseite befindet sich der Zugang zur Kammer. Ihr ist ein nordwest-südöstlich orientierter Gang vorgelagert. Er hat eine Länge von 3,7 m und eine Breite zwischen 0,6 m und 0,7 m. Es sind noch vier Wandsteine und ein Deckstein des Gangs erhalten.

### Funde
Nach dem Bericht von 1873 hatte der Vater des damaligen Grundstücksbesitzers in der Grabkammer mehrere Feuerstein-Beile gefunden.